# 대방초등학교 (사천시)
대방초등학교는 대한민국 경상남도 사천시에 있는 공립 초등학교이다.

## 학교 연혁
- 1970년 8월 1일 삼천포국민학교 대방분교장 개교
- 1971년 8월 24일 대방국민학교로 승격 인가
- 1972년 12월 5일 본관 준공 이전
- 1999년 3월 1일 실안분교, 마도분교 편입
- 2004년 3월 1일 실안분교장 통폐합

## 참고 자료
- 대방초등학교 - 한국교육학술정보원 학교알리미